# Félodipine
La félodipine est une dihydropyridine antagoniste du calcium. Ses indications principales sont l'angor et l'hypertension. (Voir Inhibiteur calcique).